# 7911 Carlpilcher
7911 Carlpilcher eller 1977 RZ8 är en asteroid i huvudbältet som upptäcktes den 8 september 1977 av den amerikanske astronomen Edward L.G. Bowell vid Anderson Mesa Station. Den är uppkallad efter den amerikanske astronomen Carl Bernard Pilcher.